# الشعيبة (مكة)
الشعيبة ميناء تاريخي يقع على شواطئ البحر الأحمر في تهامة جنوب مكة المكرمة وجدة في المملكة العربية السعودية، وكانت في الجاهلية وصدر الإسلام الميناء الرئيسي لمكة المكرمة، قبل أن يحول الميناء إلى جدة في عهد الخليفة الراشد عثمان بن عفان.

## التاريخ

### تحويل ميناء مكة من الشعيبة إلى جدة
تذكر بعض المراجع أن تحويل الساحل من الشعيبة إلى جدة حدث في سنة 26 هـ / 646 م عندما كلَّم أهل مكة أمير المؤمنين الخليفة عثمان بن عفان رضي اللَّه عنه ـ أن يحول الساحل (المرفأ) من الشُعَيْبة، وهي ساحل مكة قديمًا في الجاهلية إلى جدة لقربها من مكة. فخرج عثمان إلى جدة ورأى موضعها، وأمر بتحويل الساحل إليها ودخل البحر فيها وقال: «إنه مبارك»، وقال لمن معه: ادخلوا البحر للاغتسال، ولا يدخل أحد إلا بمئزر، ثم خرج من جدة على طريق عسفان إلى المدينة المنورة.

## أهميتها
تعتبر الشعيبة الآن من أهم المراكز الاقتصادية في المملكة حيث تضم أكبر مركز تحلية مياة في الشرق الأوسط وتغذي منطقة مكة المكرمة بالكامل بالمياه والكهرباء. وتضم الشعيبة ثلاث مراحل من تحلية المياة وأيضا ثلاث مراحل من توليد الطاقة الكهربائية حيث كانت افتتاح أول مرحلة في عام 1988 م، تقريبا، كما أنها تنقسم الي ثلاثة مراحل وهي من تنفيذ شركة أركيرودون السعودية المحدودة والتي في طريقها لتسليم المرحلة الثالثة والاخيرة نهاية مارس 2015 م.
وتحاول شركة أرامكو السعودية بفتح أعمالها في المنطقة لتسهيل عملية نقل البترول الذي زاد الطلب عليه من قبل تحلية المياه وشركة الكهرباء. وتعتبر الشعيبة كذلك مرفأ للصيادين وعشاق الغوص، وفي مياهها اكتشفت بعض الكنوز التاريخية التي أعطت ملامح حول أهميتها السابقة، ولعلَّ أهم تلك الكنوز هو كنز الشعيبة والذي قامت وكالة الآثار والمتاحف بإنتاج فيلم خاص به باسم «عودة الكنز» قام بإخراجه المخرج محمد القاضي.